# Elecciones estatales de Berlín Este de 1990
Las Elecciones estatales de Berlín Este de 1990 se llevaron a cabo el 6 de mayo de 1990, con el propósito de elegir a los miembros del Parlamento de Berlín Este, el Berliner Stadtverordnetenversammlung. Esta fue la primera y última elección democrática de Berlín Este, ya que las anteriores se habían llevado a cabo bajo el liderazgo del Frente Nacional de la República Democrática Alemana, y porque la reunificación alemana ocurrió pocos meses después de la elección, unificando a Berlín Este con Berlín Oeste. 
Las elecciones estatales fueron celebradas en conjunto a unas elecciones municipales, celebradas en toda Alemania del Este.

## Sistema electoral
El sistema utilizado en la elección fue el de voto acumulativo. Cada votante tuvo tres votos.

## Resultados
Los resultados fueron:
| Resultados                | Resultados | Resultados | Resultados |
| ------------------------- | ---------- | ---------- | ---------- |
| Hab. inscritos            | 969.565    |            |            |
| Votantes                  | 684.674    | 70,62 %    |            |
| Partido                   | Votos      | %          | Escaños    |
| SPD                       | 670.881    | 34,04 %    | 47         |
| PDS                       | 592.102    | 30,04 %    | 42         |
| CDU                       | 348.536    | 17,68 %    | 24         |
| Alianza 90                | 194.537    | 9,87 %     | 14         |
| Lista Verde               | 52.892     | 2,68 %     | 4          |
| BFD                       | 23.129     | 1,17 %     | 2          |
| DSU                       | 20.275     | 1,03 %     | 2          |
| FDP                       | 19.952     | 1,01 %     | 1          |
| ALL                       | 15.966     | 0,81 %     | 1          |
| DA                        | 12.752     | 0,65 %     | 1          |
| DBD                       | 5.880      | 0,30 %     | —          |
| KPD                       | 3.255      | 0,17 %     | —          |
| VS                        | 2.152      | 0,11 %     | —          |
| BdD                       | 1.620      | 0,08 %     | —          |
| SSB GP                    | 1.546      | 0,08 %     | —          |
| DFP                       | 711        | 0,04 %     | —          |
| EUdDDR                    | 363        | 0,02 %     | —          |
| VAA                       | 284        | 0,01 %     | —          |
| CDVP                      | 106        | 0,01 %     | —          |
| Candidatos independientes | 1.796      | 0,09 %     | —          |
| Votos válidos             | 1.971.000  | 100,0 %    | 138        |

El PDS obtuvo con el 30% el resultado electoral más alto de toda su historia. Su porcentaje más alto se obtuvo en el distrito de Berlín-Mitte con el 37,9%.

## Post-elección
El nuevo Parlamento se constituyó a fines de mayo de 1990. Se formaron cinco grupos parlamentarios:
- SPD: 34,06% de los escaños
- PDS: 30,43% de los escaños
- CDU/DA: 18,12% de los escaños
- Alianza 90/Lista Verde/ALL: 13,77% de los escaños
- BFD/FDP/DSU: 3,62% de los escaños

### Formación de gobierno
El SPD descartó formar una coalición con el PDS. Finalmente los socialdemócratas formaron una coalición con la CDU, bajo el alcalde Tino Schwierzina, quién fue elegido por el Parlamento el 30 de mayo.